# アーデルハイト・フォン・ヴァイマル＝オーラミュンデ
アーデルハイト・フォン・ヴァイマル＝オーラミュンデ（Adelheid von Weimar-Orlamünde, 1055年ごろ - 1100年3月28日）は、ヴァイマル＝オーラミュンデ伯オットー1世の娘である。アスカニア家のバレンシュテット伯アーダルベルト2世、エッツォ家のロートリンゲン宮中伯ヘルマン2世、アルデンヌ＝ルクセンブルク家のライン宮中伯ハインリヒ2世と3度結婚した。
アーデルハイトはマイセン辺境伯オットー1世とアデール・ド・ルーヴァンの間の娘で女子相続人であった。姉妹のオーダはマイセン辺境伯エクベルト2世と結婚し、クニグンデはヴォルィーニ公ヤロポルク、クーノ・フォン・ノルトハイム、グロイチュ伯ヴィプレヒト2世と結婚した。

## 最初の結婚
アーデルハイトは、最初にアスカニア家のバレンシュテット伯アーダルベルト2世と結婚した。1079年ごろ、アーダルベルト2世はエゲノ2世・フォン・コンラーツブルクに殺害された。アーダルベルトとの間に2人の息子をもうけた。
- オットー（1070年ごろ - 1123年） - バレンシュテット伯[3]
- ジークフリート1世（1075年ごろ - 1113年） - ヴァイマル＝オーラミュンデ伯、ライン宮中伯[3]

## 2度目の結婚
アーダルベルト2世の死後、1080年ごろにアーデルハイトはエッツォ家のロートリンゲン宮中伯ヘルマン2世と結婚した。ヘルマンは1085年9月20日にダレム近くでナミュール伯アルベール3世と決闘して殺害された。ヘルマン2世との間にアーデルハイトは2人の子があったが、いずれも1085年以前に早世し、その名はどちらも不詳である。

## 3度目の結婚
1085年にヘルマン2世が死去した後、アーデルハイトはアルデンヌ＝ルクセンブルク家のハインリヒ・フォン・ラーハと結婚した。1097年より前には、ハインリヒはアーデルハイトの前夫ヘルマン2世の領地および宮中伯位を継承し、自らをライン宮中伯と名乗った。ハインリヒとの間に子はいなかった。そこでハインリヒはアーデルハイトと最初の夫との間の次男ジークフリートを養子とし、後継者とした。1099年にハインリヒが死去した後、ジークフリートがライン宮中伯位を継承した。

## マリア・ラーハ修道院の創設
1093年、アーデルハイトとハインリヒは、アーデルハイトが父オットーから継承した遺産を使ってマリア・ラーハ修道院を創設した。この修道院は聖母マリアと聖ニコラオスにささげられた。修道院の建設は1100年にアーデルハイトが死去したことにより一旦中断されたが、1112年に息子ジークフリートが再開し、修道院を完成させた。

## 印章
現存する女性の印章として最も古いものの一つが、1097年にアーデルハイトが発行した特許状に押されたものである。この印章には、「アデライード、宮中伯妃（Adelheit palatina comitizsa）と記されている。この印章に描かれている肖像はヴェールを被った女性の胸像で、開いた本とフルール・ド・リスをかたどった王笏を手にしている。

## 死
アーデルハイトは、1100年にローマへの巡礼の途中に死去した。